# SAA1
SAA1 (англ. Serum amyloid A1) – білок, який кодується однойменним геном, розташованим у людей на короткому плечі 11-ї хромосоми. Довжина поліпептидного ланцюга білка становить 122 амінокислот, а молекулярна маса — 13 532.
| 10         |  | 20         |  | 30         |  | 40         |  | 50         |
| ---------- |  | ---------- |  | ---------- |  | ---------- |  | ---------- |
| MKLLTGLVFC |  | SLVLGVSSRS |  | FFSFLGEAFD |  | GARDMWRAYS |  | DMREANYIGS |
| DKYFHARGNY |  | DAAKRGPGGV |  | WAAEAISDAR |  | ENIQRFFGHG |  | AEDSLADQAA |
| NEWGRSGKDP |  | NHFRPAGLPE |  | KY         |  |            |  |            |

A: Аланін

C: Цистеїн

D: Аспарагінова кислота

E: Глутамінова кислота

F: Фенілаланін

G: Гліцин

H: Гістидин

I: Ізолейцин

K: Лізин

L: Лейцин

M: Метіонін

N: Аспарагін

P: Пролін

Q: Глутамін

R: Аргінін

S: Серин

T: Треонін

V: Валін

W: Триптофан

Задіяний у такому біологічному процесі, як гостра фаза запалення. 
Білок має сайт для зв'язування з молекулою гепарину. 
Секретований назовні.